# Chlorek siarki
Chlorek siarki, nazwa systematyczna: dichlorek disiarki, S
2Cl
2 – nieorganiczny związek chemiczny, połączenie siarki na I stopniu utlenienia z chlorem.

## Właściwości
Chlorek siarki jest jasną, pomarańczowo-żółtą cieczą o mocnym, nieprzyjemnym zapachu, przypominającym nieco zapach dwutlenku siarki. Jest rozpuszczalny w eterze dietylowym, benzenie, disiarczku węgla, tetrachlorometanie i wielu innych rozpuszczalnikach organicznych, z wyłączeniem alkoholi w których ulega rozkładowi.  Cząsteczki chlorku siarki zawierają mostek disiarczkowy, a siarka znajduje się na formalnym stopniu utlenienia I. Struktura przestrzenna Cl−S−S−Cl zbliżona jest do nadtlenku wodoru. Forma ta istnieje w równowadze tautomerycznej z nietrwałą formą rozgałęzioną S=SCl
2Cl
2, którą można wykryć metodami spektralnymi po naświetlaniu S
2Cl
2 promieniowaniem UV.

## Otrzymywanie
Chlorek siarki otrzymuje się z niemal teoretyczną wydajnością, przepuszczając suchy chlor nad stopioną siarką. Reakcja
S
8 + 4Cl
2 → 4S
2Cl
2
jest egzotermiczna. Po zakończeniu procesu, który można przerwać w każdej chwili, dodaje się szczyptę sproszkowanej siarki i destyluje z aparatu o szlifach szklanych. Tak otrzymany chlorek siarki najlepiej zaampułkować, gdyż łatwo rozkłada się pod wpływem wilgoci.